# Gabby Duran: Galaktyczna opiekunka
Gabby Duran: Galaktyczna opiekunka (ang. Gabby Duran & the Unsittables, od 2019) – amerykański sitcom science-fiction wytwórni Disney Channel Original Series stworzony przez Mike’a Albera i Gabe’a Snydera. W rolach głównych występują Kylie Cantrall, Maxwell Acee Donovan, Callan Farris, Coco Christo, Valery Ortiz i Nathan Lovejoy. Jego amerykańska premiera odbyła się 11 października 2019 na kanale Disney Channel. Polska premiera serialu odbyła się 7 września 2020 na antenie Disney Channel.

## Fabuła
Serial opisuje perypetie Gabby Duran – trzynastoletniej dziewczyny, która po przeprowadzce do Havensburg w stanie Colorado dostaje pracę jako opiekunka grupy kosmitów. Kosmici pod postacią ludzką ukrywają się na Ziemi. Od tej pory nastolatka musi chronić nowych przyjaciół i nie pozwolić na ujawnienie sekretnej tajemnicy przed innymi.

## Obsada

### Główna
- Kylie Cantrall jako Gabby Duran
- Maxwell Acee Donovan jako Wesley
- Callan Farris jako Jeremy
- Coco Christo jako Olivia
- Valery Ortiz jako Dina
- Nathan Lovejoy jako dyrektor Swift

### Drugoplanowa
- Laara Sadiq jako Orb
- Kheon Clarke jako Julius
- Elle McKinnon jako Sky

## Wersja polska
Wersja polska: SDI Media Polska

Reżyseria: Katarzyna Ciecierska

Dialogi: Krzysztof Pieszak

Kierownictwo muzyczne: Agnieszka Tomicka

W wersji polskiej udział wzięli:
- Małgorzata Prochera – Gabby Duran
- Sławomir Grzymkowski – 
  - Dyrektor Swift,
  - Bodean Jones (odc. 18)
- Konrad Szymański – Wesley
- Antoni Domin – Jeremy

W pozostałych rolach:
- Antonina Żbikowska – Olivia Duran
- Dominika Łakomska – Dina Duran
- Katarzyna Ciecierska – Orb
- Jakub Jóźwik – Stuart (odc. 2)
- Stefan Knothe – Staruszek (odc. 2)
- Maja Kwiatkowska – Sky (odc. 3, 10, 14-15)
- Waldemar Barwiński – 
  - Tata Sky (odc. 3, 10),
  - Bruce (odc. 8)
- Sebastian Perdek – Dostawca (odc. 3)
- Sara Lewandowska – Susie (odc. 5, 12)
- Mateusz Weber – Glor-Bron (odc. 6, 19)
- Marta Dobecka – Wicedyrektorka (odc. 7)
- Wojciech Chorąży – Strażnik pola do minigolfa (odc. 10)
- Karol Kwiatkowski – Jace (odc. 12)
- Joanna Węgrzynowska-Cybińska – Panna Choi (odc. 12)
- Borys Wiciński – Fritz Android (odc. 14)
- Iwo Wiciński – Joey Pantera (odc. 14)
- Magdalena Krylik – Lucille (odc. 18)
- Ewa Kania – Mildred (odc. 18)
- Anna Wodzyńska – Ruth (odc. 18)
- Kamil Pruban –
  - Julius (odc. 18-19),
  - Jimbuk (odc. 18)
- Ewa Serwa – Mama Chacho (odc. 18)
- Zuzanna Bernat – Dranis (odc. 19)
- Wojciech Paszkowski – Naczelny Przywódca Gormonii (odc. 19)
- Sebastian Figat
- Paweł Rutkowski
- Michał Rosiński
- Mikołaj Klimek
- Jakub Wieczorek
- Izabella Bukowska-Chądzyńska

i inni
Lektor: Artur Kaczmarski

## Odcinki

### Seria 1 (2019-20)
| Nr | Tytuł                                        | Reżyseria           | Scenariusz                                   | Premiera             | Premiera w Polsce                                     | Kod     |
| -- | -------------------------------------------- | ------------------- | -------------------------------------------- | -------------------- | ----------------------------------------------------- | ------- |
| 1  | So Your Gor-Monite Child Is Going to Explode | Nzingha Stewart     | Mike Alber i Gabe Snyder                     | 11 października 2019 | 7 września 2020                                       | 101     |
| 2  | Wesley and the Fischman                      | Joe Nussbaum        | Mike Alber i Gabe Snyder                     | 18 października 2019 | 8 września 2020                                       | b.d.    |
| 3  | Crybaby Duran                                | Joe Nussbaum        | Heather Mathious i Linda MacGillvray         | 25 października 2019 | 9 września 2020                                       | b.d.    |
| 4  | Crushin’ It                                  | Sean McNamara       | Lacey Dyer i Julia Layton                    | 1 listopada 2019     | nieemitowany                                          | 106     |
| 5  | Olivia Gone Wild                             | Keith Samples       | Adam Aseraf i Hunter Cope                    | 15 listopada 2019    | 10 września 2020                                      | 104     |
| 6  | Día de la Dina                               | Sean McNamara       | Eugene Garcia-Cross                          | 22 listopada 2019    | 11 września 2020                                      | 107     |
| 7  | The Darkness                                 | Leslie Kolins Small | Ben Glass                                    | 29 listopada 2019    | 14 września 2020                                      | 108     |
| 8  | It’s Christmas, Gabby Duran!                 | Joe Nussbaum        | Huong Nguyen                                 | 6 grudnia 2019       | 15 września 2020                                      | 112     |
| 9  | The Party King and Timbuk, Too               | Keith Samples       | Mike Alber i Gabe Snyder                     | 13 grudnia 2019      | 16 września 2020                                      | 105     |
| 10 | Sky’s First Youth Overnight Sleeping Event   | Leslie Kolins Small | Veronica Rodriguez                           | 10 stycznia 2020     | 17 września 2020                                      | 109     |
| 11 | Wesley Jr.                                   | Jon Rosenbaum       | Mike Alber i Gabe Snyder                     | 17 stycznia 2020     | 18 września 2020                                      | 108     |
| 12 | The Note                                     | Jon Rosenbaum       | Hunter Cope i Adam Aseraf                    | 24 stycznia 2020     | 21 września 2020                                      | 111     |
| 13 | Gabby Duran: Genius                          | Joe Nussbaum        | Linda Mathious i Heather MacGillvray         | 31 stycznia 2020     | nieemitowany                                          | b.d.    |
| 14 | Who Is Joey Panther?                         | Leslie Kolins Small | Lacey Dyer i Julia Layton                    | 7 lutego 2020        | 22 września 2020                                      | 114     |
| 15 | Fake News                                    | Leslie Kolins Small | Mike Alber i Gabe Snyder                     | 21 lutego 2020       | 23 września 2020                                      | 115     |
| 16 | Vortex & Night Train                         | Nimisha Mukerji     | Eugene Garcia-Cross                          | 28 lutego 2020       | 24 września 2020                                      | 116     |
| 17 | Tailoring Swift                              | Leslie Kolins Small | Lacey Dyer & Julia Layton                    | 6 marca 2020         | 25 września 2020                                      | 107     |
| 18 | Warm, Thick, and Saucy                       | Siobhan Devine      | Ross Zimmerman                               | 13 marca 2020        | 28 września 2020                                      | 118     |
| 19 | Enter the Dranis                             | Joe Nussbaum        | Veronica Rodriguez, Mike Alber i Gabe Snyder | 20 marca 2020        | 29 września 2020 (część 1) 30 września 2020 (część 2) | 119-120 |

### Seria 2 (2021)
| Nr | Tytuł                   | Reżyseria                          | Scenariusz                      | Premiera        | Premiera w Polsce | Kod |
| -- | ----------------------- | ---------------------------------- | ------------------------------- | --------------- | ----------------- | --- |
| 20 | Mom Wipes               | Joe Nussbaum                       | Mike Alber i Gabe Snyder        | 4 czerwca 2021  | b.d               | 201 |
| 21 | Gabby’s First Break     | Joe Nussbaum                       | Hunter Cope i Adam Aseraf       | 11 czerwca 2021 | b.d               | 202 |
| 22 | The Vibe                | Jon Rosenbaum                      | Veronica Rodriguez              | 18 czerwca 2021 | b.d               | 203 |
| 23 | Ratita and the Ultras   | Jon Rosenbaum                      | Ben Glass                       | 25 czerwca 2021 | b.d               | 204 |
| 24 | Mimi from Miami         | Leslie Kolins Small i Joe Nussbaum | Danya Jimenez i Hannah McMechan | 2 lipca 2021    | b.d               | 205 |
| 25 | The Mile                | Nimisha Mukerji                    | Mike Alber i Gabe Snyder        | 9 lipca 2021    | b.d               | 207 |
| 26 | Dude, Where’s My House? | Nimasha Mukerji                    | Annie Nishida                   | 16 lipca 2021   | b.d               | 208 |
| 27 | A Song of Gabby & Susie | Veronica Rodriguez                 | Paige Pearl                     | 30 lipca 2021   | b.d               | 209 |
| 28 | The Bubble              | Veronica Rodriguez                 | Sheela Shrinivas                | 6 sierpnia 2021 | b.d               | 210 |
| 29 | GOAT of the Month       | Jon Rosenbaum                      | Lacey Dyer i Julia Layton       | 6 sierpnia 2021 | b.d               | 210 |